# DN Tower 21
DN Tower 21 és un edifici d'oficines a Tòquio (Japó). Inclou l'antic edifici de la companyia d'assegurances Dai-Ichi Seimei, en el qual el General Douglas MacArthur va establir el quarter general durant l'ocupació final de la Segona Guerra Mundial. El DN Tower 21 fou designat pel Govern Metropolità de Tòquio com un monument històric.